# Pho mát Emmental
Emmentaler hoặc Emmental là một loại pho mát có độ cứng vừa, màu vàng, có nguồn gốc ở khu vực xung quanh Emmental, ở Thụy Sĩ. Nó là một trong các loại pho mát của Thụy Sĩ, và thỉnh thoảng còn được gọi là Swiss cheese (pho mát Thụy Sĩ). Định danh "Emmentaler Thụy Sĩ" được bảo vệ, "Emmentaler" thì lại không như vậy, pho mát Emmentaler có xuất xứ ở nơi khác là phổ biến rộng rãi, đặc biệt là từ Pháp và Bavaria, thậm chí Phần Lan còn là một nước xuất khẩu pho mát Emmentaler.
Emmentaler có hương vị ngon, nhưng không phải rất gắt. Ba loại vi khuẩn được sử dụng trong sản xuất Emmentaler là: Streptococcus thermophilus, Lactobacillus, và Propionibacterium freudenreichii. Trong giai đoạn cuối của quy trình sản xuất pho mát này, P. freudenreichii tiêu thụ axit lactic được tiết ra bởi các vi khuẩn khác, và thải ra khí carbon dioxide, khí này giúp hình thành bong bóng tạo lỗ trong miếng pho mát đặc trưng của loại pho mát Emmental. Trong lịch sử, các lỗ rỗng bên trong miếng pho mát đã bị xem là một dấu hiệu không hoàn hảo, và cho đến thời hiện đại, các nhà sản xuất pho mát đã cố gắng tránh khỏi việc đó. Pho mát Emmental được sử dụng trong nhiều món ăn, bao gồm một số loại bánh pizza và ravioli, khi loại pho mát này thường đi kèm với Prosciutto.

## Emmentaler bên ngoài Thụy Sĩ
Nhiều biến thể khác nhau của Emmentaler hay là Emmental đã được cấp giấy chứng nhận, chẳng hạn:
- Allgäuer Emmentaler, từ Bavaria, Đức, có chứng nhận PDO[3].
- Emmental de Savoie, từ Savoie, Pháp, có chứng nhận PGI[4].
- Emmental français est-central, từ Franche-Comté, Pháp, cũng có chứng nhận PGI[5].